# Новицкий, Илларион Сергеевич
Илларион Сергеевич Новицкий  (10 апреля 1906 года — 6 декабря 1977 года) — советский патологоанатом, доктор медицинских наук (1947), профессор. Заслуженный деятель науки РСФСР (1967).

## Биография
Родился 10 апреля 1906 года в Бессарабской губернии Российской империи в крестьянской семье. В 1924 году окончил сельскую школу. По окончании школы Ново-Уральский РК ВКП (б) послал мальчика учиться на рабфак с целью продолжения учёбы в медицинском институте. Учёба на рабфаке продолжалась три года, после чего Илларион Сергеевич в 1927 году поступил в Омский медицинский институт (ныне Омский государственный медицинский университет). После окончания в 1931 году института продолжил учёбу в аспирантуре на кафедре патологической анатомии Омского института. Учёба закончилась защитой в 1935 году кандидатской диссертации на тему «Возрастные изменения периферической нервной системы». В 1935 году защитил докторскую диссертацию на тему «Патологическая анатомия бруцеллеза у человека». Его научным руководителем был академик Алексей Иванович Абрикосов.
В разное время И. С. Новицкий работал на должностях: ассистент (1934—1838), доцент (1938—1939), зав. кафедрой патологической анатомии Омского медицинского института (1939—1965); Омского медицинского института; зав. кафедрой патологической анатомии Калининского медицинского института (1965-75) (ныне Тверской государственный медицинский университет); профессор патологической анатомии Калининского медицинского института (1975—1977). В годы его руководства Омским медицинским институтом, в нём был создан музей анатомических препаратов, открыт стоматологический факультет. Был также членом правлении Всесоюзного научного общества патологоанатомов, районного и областного комитетов КПСС, членом Всесоюзного научного общества патологоанатомов.
Область научных интересов: возрастная морфология нервной системы, нейроонкология, патологическая анатомия бруцеллеза, геморрагическая лихорадка, описторхоз, эндемический зоб.
Под руководством И. С. Новицкого было подготовлено и защищено 40 кандидатских и 6 докторских диссертаций.
Скончался 6 декабря 1977 года в городе Калинине, похоронен на Дмитрово-Черкасском кладбище Твери.

## Награды и звания
- Орден Ленина
- Два ордена «Знак почета»
- Пять медалей
- Знак «Отличник здравоохранения»
- Заслуженный деятель науки РСФСР (1967)